# Jorge Machado Moreira

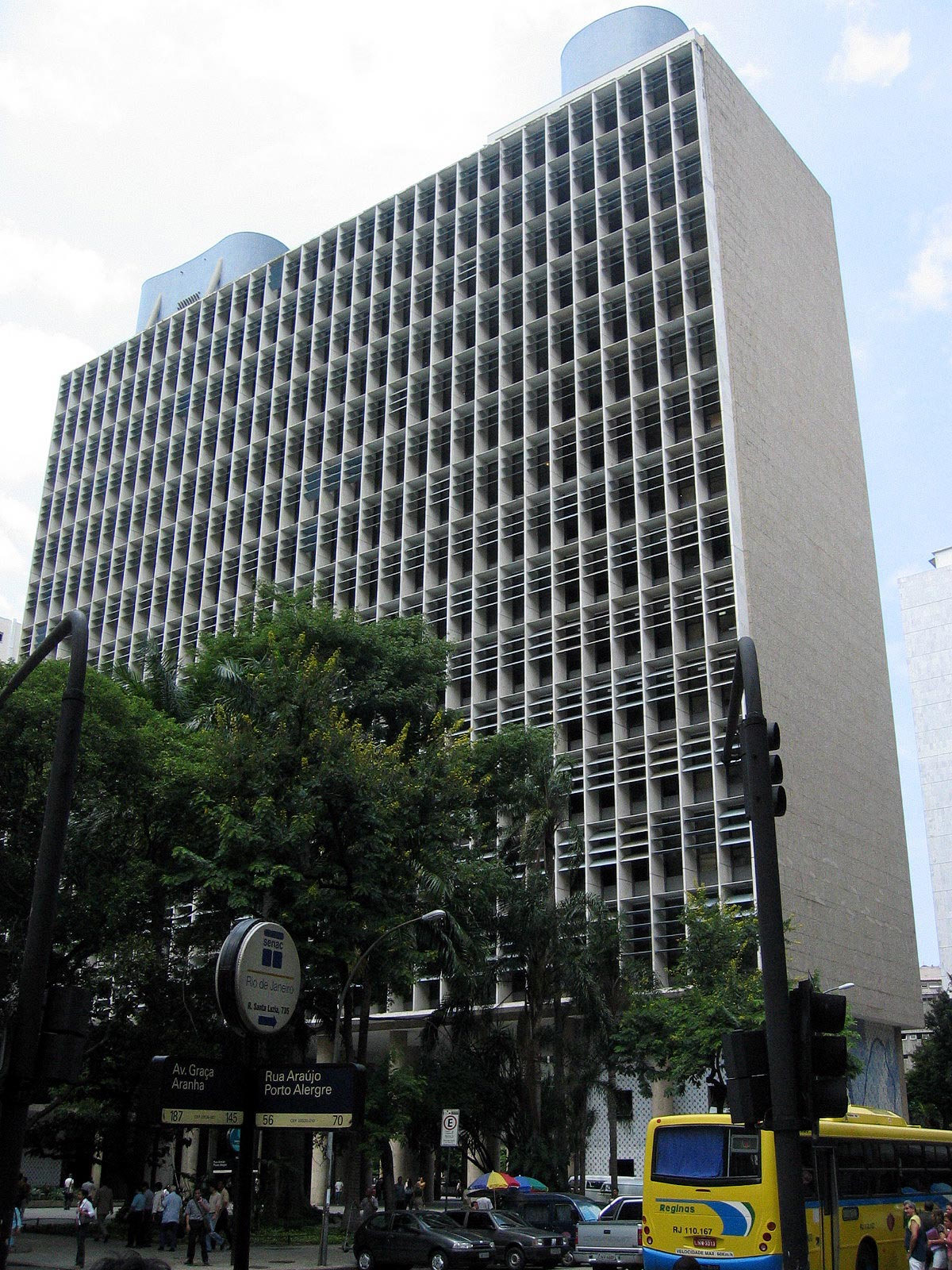
Ministerio de Educación y Salud, actual Palacio de Cultura (1936-1943), Río de Janeiro, de Lúcio Costa, Oscar Niemeyer, Affonso Eduardo Reidy, Ernâni Vasconcelos, Carlos Leão y Jorge Machado Moreira

Jorge Machado Moreira (París, 23 de febrero de 1904-Río de Janeiro, 1992) fue un arquitecto racionalista brasileño. 

## Trayectoria
Estudió en la Escuela de Bellas Artes de Río de Janeiro, donde se tituló en 1932. En 1935 participó junto con Ernâni Vasconcelos en el concurso para el nuevo Ministerio de Educación y Salud en Río de Janeiro. El concurso fue anulado y el edificio se encargó directamente a un equipo formado por Lúcio Costa, Oscar Niemeyer, Affonso Eduardo Reidy y Carlos Leão, al que se incorporaron también Moreira y Vasconcelos. Contaron también con el asesoramiento del arquitecto francés Le Corbusier, que pasó tres semanas en el país en 1936 y dejó su impronta en algunas características del nuevo edificio, como la utilización del brise-soleil. Realizado entre 1936 y 1943, se trata de un rascacielos de catorce pisos elevado sobre pilotis, con una fachada en forma de retícula de pantallas verticales con paneles horizontales ajustables. Actualmente es el Palacio de Cultura de la ciudad carioca.
Con Affonso Eduardo Reidy fue artífice del Hospital de las Clínicas (1942) y la sede de los Ferrocarriles de Rio Grande do Sul (1944), en Porto Alegre. Su obra principal fue la Ciudad Universitaria de Río de Janeiro (1949-1962), de la que realizó su trazado general y diversos edificios: Instituto de Puericultura (1953), Escuela de Ingeniería, Facultad de Arquitectura y Hospital Universitario (1957). Realizó también diversas casas y edificios de viviendas, como las casas Ceppas y Correia da Costa en Río de Janeiro (1952).